# Antoon Geels
Antoon Johannes Frederik Maria Geels, född 19 mars 1946 i Nederländerna, död 22 oktober 2020 i Helsingborg, var en forskare verksam vid Lunds universitet, sedan 1999 som professor i religionshistoria. Han var huvudsakligen verksam inom religionspsykologin.
År 1995 blev Geels biträdande professor i religionspsykologi vid teologiska fakulteten i Lund, och tre år senare Nathan Söderblomprofessor i religionsfenomenologi vid riksuniversitetet i Amsterdam. 1999-2013 var han professor i religionshistoria med religionspsykologi i Lund.
Geels har också skrivit ett tiotal böcker. 
En av dessa är boken Den religiösa människan, som han skrivit tillsammans med Owe Wikström. Med sin doktorsavhandling i religionspsykologi 1980 som grund  har Geels publicerat en populärvetenskaplig biografi, Det fördolda livet, som beskriver Hjalmar Ekströms liv och verk.
Han är bror till Ruud Geels, framgångsrik nederländsk fotbollsspelare.